# Leen Vleggeert
Leendert (Leen) Vleggeert (Gouderak, 31 januari 1931 – Waddinxveen, 18 juli 2014) was een Nederlands politicus van de PvdA.
In 1946, na de ambachtschool, begon hij te werken als leerling-machinebankwerker. Hij klom door avondstudie op, had een carrière in de metaalindustrie en daarnaast was hij actief in lokale PvdA-afdelingen. In 1977 werd Vleggeert de burgemeester van Puttershoek en in 1980 daarnaast waarnemend burgemeester van Heinenoord. Vanaf de zomer van 1981 was hij twee jaar lid van de Eerste Kamer der Staten-Generaal. In mei 1982 werd Vleggeert de burgemeester van Gorinchem. In 1990 volgde zijn benoeming tot burgemeester van Spijkenisse, wat hij tot zijn pensionering in februari 1996 zou blijven. Vanaf februari 2002 ten slotte was hij nog drie maanden waarnemend burgemeester van Vlaardingen. Hij overleed uiteindelijk op ruim 83-jarige leeftijd.
- Biografisch Portaal: 76606285
- Parlement.com: vg09llmxt7ye